# Церква Покрови Пресвятої Богородиці (Вовківці)
Церква Покрови Пресвятої Богородиці — чинна дерев'яна церква, пам'ятка архітектури місцевого значення, у селі Вовківці Шумського району Тернопільщини. Парафія належить до Шумського благочиння Тернопільської єпархії ПЦУ Православної церкви України. Престольне свято — 2 серпня.

## Розташування
Церква Покрови Пресвятої Богородиці розташована на схилі посеред західної частини села Вовківці, недалеко на захід від цвинтаря.

## Історія
На кошти парафіян церква була збудована у 1703 році, хоча іноді помилково вказують 1793 рік. З 1831 року стала філіяльною до парафіяльної церкви у селі Малі Дедеркали. Церква помальована зовні у 2016 році. 
У церкві зберігаються копії метричних книг та сповідних розписів з 1812 року.

### Перехід з УПЦ МП до УПЦ КП
У зв'язку з Революцією гідності, військовою агресією Росії, та через те, що священник Московського патріархату відмовився поминати вояків АТО, у 2014 році із 320 парафіян 220 підписалися за зміну юрисдикції та перехід з Московського до Київського Патріархату. Багато людей не змогли поставити підписи, оскільки перебувають на заробітках чи живуть у інших місцях. 
Церква закріпленою за релігійною громадою Української Православної Церкви Київського Патріархату розпорядженням голови Тернопільської обласної державної адміністрації від   24 грудня 2014 року. Ті ж парафіяни. які залишились у Московському патріархаті відвідують богослужіння у сусідньому селі Малі Дедеркали.

## Архітектура
Церква дерев'яна, тризрубна, хрещата в плані, одноверха. Поставлена на фундамент з каменю. З півдня церкви до бабинця на його довжину прилягає чималий присінок, до вівтаря — ризниця. 
На причілку даху південного рамена нави є зображення Покрови Пресвятої Богородиці. Церква накрита бляшаним дахом.
Поряд з церквою, зі сходу, розташована двоярусна, квадратна у плані дзвіниця, накрита бляшаним дахом. 